# Австралійська хвиля
Австралійська хвиля (англ. Australian New Wave) — період світової популярності австралійського кінематографу. Тривав від початку 1970-х років і до середини кінця 1980-х років. Епоха також ознаменувала появу специфічної жанрової відмінності, яка характеризується використанням елементів австралійської культури.

## Історія виникнення
Після II СВ в Австралії виробництво художніх фільмів практично зійшло нанівець, через те, що прокат опинився в руках іноземців. Післявоєнне малокартиння австралійців значно погіршувалося фактом, що майже половина фільмів, які побачили світ за двадцять післявоєнних років, були зняті англійцями чи американцями які просто переносили до екзотичного і незвичного для власної публіки оточення традиційні голлівудські сюжети, ситуації та персонажі. Тож у цілому кінематографічна сцена Австралії 1945—1968 років виглядала більш ніж бідно.
Одужання почалося лише наприкінці 60-х унаслідок рішення уряду вкласти кошти в мистецтво, у тому числі в кіно. Ластівкою нових тенденцій став фільм Тіма Барстела «2000 тижнів» (1969). Першим загальновизнаним твором «австралійської хвилі» став фільм «Пригоди Барі Маккензі» (1972) режисера Б. Бірсфорда. Безпрецедентна популярність стрічки переконала прокатників у тому, що австралійські фільми спроможні успішно конкурувати із зарубіжними, а публіка здатна оцінити талановиті твори національного кінематографу. Успіх Бірсфорда відкрив шлях
картинам його молодих колег, які змогли запропонувати публіці 70-х років цілу низку оригінальних за баченням, змістом і формою викладення фільмів. Серед найвідоміших послідовників зокрема Д. Міллер («Шалений Макс», «Іствікські відьми»), Ф. Нойс («Ігри патріотів», «Посвячений»), Ф. Скепесі («Російський відділ») та інші.
Нове десятиліття знищило надії на подальше піднесення австралійського кінематографу оскільки лідери «австралійської хвилі» переїхали до Європи чи Голлівуду.